# Bašiltau
Bašiltau (gruzínsky ბაშილი, též ბაშილთაუ, Bašili, Bašiltau, rusky Гора Башилтау) je štít na hlavním hřebeni Velkého Kavkazu. Jeho nadmořská výška je 4248 m.
Pro svůj jehlanovitý tvar považován za jednu z nejkrásnějších hor Kavkazu. Jižní svah je celý skalnatý, severní s pokrývkou sněhu a východní hřeben je tvořen masívní skalní věží.
Vrcholem prochází hranice mezi Gruzií a Kabardsko-balkarskou republikou v Rusku.